# Otmar Alt
Otmar Alt est un peintre, dessinateur, designer et sculpteur allemand. Il est né en 1940 à Wernigerode.
Il a commencé à étudier à la « Meisterschule für Kunsthandwerk » de Berlin en 1959. Il est venu à Hamm en 1976. La « Fondation – Otmar Alt » à Norddinker à Hamm est fondée en 1991 et inaugurée en 1996. Cette fondation soutient des peintres, dessinateurs et sculpteurs. Otmar Alt a reçu le « Ehrenring » de Hamm en 2010.
Il joue un rôle notable dans la vie culturelle de Hamm. Ses sculptures qui sont visibles partout dans cette ville le révèlent. De plus, il a conçu la bibliothèque de Hamm.
Il reçoit la croix de chevalier de l'ordre du Mérite de la République fédérale d'Allemagne en 1998.
En 2003, Alt conçoit le premier Ours Buddy qui put être présenté à un vaste public début 2004 au sein d'une grande exposition Otmar Alt dans le Palais du Kronprinz (Berlin).